# Lei Joanna Maranhão
A Lei Joanna Maranhão, ou Lei 12.650, alterou o decreto-lei 2.848 do Código Penal, modificando regras relativas à prescrição dos crimes praticados contra crianças e adolescentes. De acordo com a lei Joanna Maranhão, a prescrição dos crimes cometidos contra a dignidade sexual de crianças e adolescentes começa a partir da data que a vítima completar 18 anos. Antes dessa lei, a prescrição começava na data do delito.
A alteração da prescrição se justifica pelas dificuldades encontradas por vítimas de abuso sexual infantil para denunciar o delito. Por exemplo, mais da metade dos crimes de natureza sexual contra crianças adolescentes são cometidos por parentes ou outros conhecidos, o que pode inibir a denúcia. De acordo com o parecer do Deputado Eros Biondini, atuante em 2011 na Comissão de Seguridade Social e Família, “atingida a maioridade, a vítima assume as condições para atuar em defesa própria, razão pela qual se propõe que a prescrição comece a correr a partir desse instante.”

## História
A Lei Joanna Maranhão é oriunda do Projeto de Lei 6719/2009. O PL 6719/2009 foi introduzido no Senado pela CPI da Pedofilia no dia 23 de dezembro de 2009 e aprovado na Câmara dos Deputados no dia 8 de maio de 2012. A lei foi sancionada e incorporada ao Código Penal no dia 17 de maio de 2018 pela presidente Dilma Rouseff.
No dia 20 de abril de 2012, a nadadora Joanna Maranhão esteve presente na votação da Comissão de Constituição, Justiça e Cidadania, onde relatou à Comissão seu caso de abuso sexual por parte de seu treinador quando tinha 9 anos. Devido a seu testemunho, a lei levou o seu nome.